# Flavio Peregrino Saturnino
Flavio Peregrino Saturnino (in latino Flavius Peregrinus Saturninus; fl. fine IV secolo) è stato un politico e senatore romano.
La sua carriera è nota attraverso la base di una statua d'oro a lui dedicata per volere degli imperatori nel Foro di Traiano: fu inizialmente tribuno militare, poi comes del primo ordine, supervisore dell'illustre comitato per il patrimonio imperiale, infine praefectus urbi per due volte. Se va identificato con il Peregrino che ricevette una legge del 399 conservata nel Codice teodosiano, la sua seconda prefettura può essere fatta risalire tra il 406 e il 407.